# Artiom Rebrov
Artiom Guennádievich Rebrov (Moscú, Unión Soviética, 4 de marzo de 1984) es un exfutbolista ruso que jugaba como guardameta. Desde noviembre de 2021 es coordinador técnico del F. C. Spartak de Moscú tras haber finalizado su carrera como jugador.

## Selección nacional
Hizo su debut en la selección de fútbol de Rusia en noviembre de 2015 en un amistoso contra Croacia.

## Clubes
| Club                     | País  | Año       |
| ------------------------ | ----- | --------- |
| F. C. Dinamo Moscú       | Rusia | 2004-2005 |
| F. C. Saturn             | Rusia | 2005-2010 |
| Avangard Kursk (cedido)  | Rusia | 2007      |
| F. C. Tom Tomsk (cedido) | Rusia | 2008      |
| Shinnik Yaroslavl        | Rusia | 2011      |
| F. C. Spartak de Moscú   | Rusia | 2011-2021 |

## Palmarés

### Títulos nacionales
| Título                | Club                   | País  | Año  |
| --------------------- | ---------------------- | ----- | ---- |
| Liga Premier de Rusia | F. C. Spartak de Moscú | Rusia | 2017 |
| Supercopa de Rusia    | F. C. Spartak de Moscú | Rusia | 2017 |